# رالف سيو
رالف سيو (بالإنجليزية: Ralph Siu)‏ هو كاتب أمريكي، ولد في 1917 في هونولولو في الولايات المتحدة، وتوفي في 1998 في واشنطن العاصمة في الولايات المتحدة.